# Гремучник Штейнегера
Гремучник Штейнегера (лат. Crotalus stejnegeri) — вид ядовитых змей семейства гадюковых.
Общая длина достигает 0,73 м. Голова большая и широкая, шея тонкая. Глаза небольшие с вертикально-эллиптическими зрачками. Спинные чешуйки килеватые. Хвост тонкий, погремушка на нём очень маленькая, в ней от 7 до 10 бахромчатых чешуек.
Обитает в тропических листопадных лесах и сосново-дубовых лесах с каньонами и скалистыми предгорьями на высоте над уровнем моря от 500 до 1200 метров. Наземный гремучник, активен обычно днём. Питается мелкими млекопитающими и ящерицами.
Яйцеживородящая змея.
Ядовит, но случаи укусов людей, видимо, очень редки, поскольку об их последствиях практически ничего не известно.
Вид распространён в Мексике (Западная Сьерра-Мадре на западе Дуранго и южный Синалоа).
Назван в честь Леонарда Штейнегера (1851—1943), норвежского герпетолога, который переехал в США в 1881 году и стал куратором отдела рептилий в Смитсоновском институте в 1889 году.